# Locomotiva prussiana S 6
Le locomotive prussiane S 6 erano locomotive a vapore, con tender a carrelli, a 2 assi motori accoppiati e carrello anteriore biassiale per treni passeggeri veloci delle Königlich Preußische Eisenbahn-Verwaltung.

## Storia
Le locomotive nacquero in risposta all'esigenza che la Königlich Preußische Eisenbahn-Verwaltung aveva di macchine potenti e veloci per l'effettuazione di treni espressi. A tal fine il capo dell'ufficio progetti e forniture delle ferrovie prussiane (KPEV) Robert Garbe, nel 1904 propose lo sviluppo e la costruzione di una locomotiva a vapore surriscaldato, di rodiggio 2-2-0, progettata dalla Linke-Hofmann di Breslavia. Si trattava di un'evoluzione della "prussiana" S 4 anch'essa con il medesimo rodiggio. Garbe adottando tale progetto riteneva di provare la superiorità della soluzione a 2 cilindri a vapore surriscaldato, rispetto alle 4 cilindri compound a vapore saturo quale era ad esempio la "prussiana" S 7.
Tra 1905 e 1906 Garbe propugnò quindi la costruzione delle S 6. 
Le locomotive del gruppo S.6 vennero costruite, tra 1906 e 1913, in poco meno di seicento esemplari per il traino di treni passeggeri veloci. Le commesse vennero ripartite tra Linke-Hofmann, che fornì 330 unità, Henschel & Sohn di Cassel che ne consegnò 173 e Maschinenbauanstalt Humboldt di Colonia che ne fornì 81.
Al termine della prima guerra mondiale anche le locomotive S 6 furono usate come riparazione dei danni di guerra e 81 vennero assegnate alla Polonia, 42 al Belgio, due all'Italia, ove furono immatricolate come FS 553 e una alla Lituania. In Belgio sopravvissero fino al 1956.
Dopo il 1923 quelle rimaste in Germania vennero reimmatricolate come Br 13 dalle DRG (Deutschen Reichsbahn-Gesellschaft). In Germania le locomotive vennero tolte dal servizio attivo tra 1926 e 1931 anche in conseguenza dei risultati di esercizio non ottimali.
Durante la seconda guerra mondiale 56 unità "S 6" polacche vennero incorporate nel parco delle ferrovie del Terzo Reich come gruppo 13 501-556.

## Caratteristiche
La locomotiva era a vapore surriscaldato con motore a 2 cilindri esterni. Le ruote di elevato diametro, 2,1 m, la rendevano atta ad effettuare treni veloci. Il peso assiale era elevato, 17,6 t per asse e pertanto era atta a circolare solo su linee principali.
Questa fu una delle maggiori problematiche del progetto.
Sulle prime macchine il surriscaldatore venne installato nella camera a fumo ma durante il primo anno venne cambiato adottandone uno di tipo Schmidt posto nei tubi di fumo della caldaia. La caldaia si allungava in avanti al fine di ripartire il peso verso la parte anteriore, sulle ruote portanti allo scopo di mantenere il peso per asse entro i limiti massimi.
Le ruote motrici delle S 6 avevano il diametro piuttosto inusuale di 2.100 mm allo scopo di poter mantenere il numero di giri delle ruote basso e allo stesso tempo garantire una buona velocità. In origine il diametro previsto era stato ancor maggiore: 2.200 mm. Problemi di bilanciamento delle masse, soprattutto forze d'inerzia alternative, si manifestarono durante la marcia veloce rendendola molto disturbata da urti e scossoni; si cercò di porvi rimedio con una diversa taratura delle sospensioni. 
Nel 1910 in seguito al potenziamento delle linee percorse dalle S 6, per renderle atte al massimo carico assiale, si poterono adottare alcuni accorgimenti di irrobustimento ma la locomotiva divenne la più pesante 2-2-0 dell'Europa continentale.
La cabina di guida iniziale fu costruita con la parte frontale conica per ridurre la resistenza al vento. Dal 1908/1909 la cabina fu realizzata con frontale piatto.
Le locomotive ebbero in dotazione i tender "prussiani" 2'2'T 21,5 (a carrelli).
La S 6 si dimostrò in grado di raggiungere la massima potenza indicata di 870 kW alla velocità di 100 km/h.